# La Reina del Truébano
La Reina del Truébano es una banda de gaitas asturiana formada en el año 1996. Es conocida por ser una banda de primer nivel en Asturias y España, así como por su participación en diversos e importantes festivales en Irlanda, EE. UU. y Francia .
En la actualidad, está afincada en Navia y dirigida por Luis Feito Cano, con Pablo Gonzalez Lopez a cargo de la percusión.

## Historia
La banda de gaitas La Reina del Truébano nace en el año 1996, consiguiendo reconocimiento ya en el 1997 como resultado de la unión de músicos del occidente de Asturias que tenían en común al mismo profesor: Luis Feito Cano.
Su presentación fue el 11 de abril de 1997 en el Teatro Campoamor en Oviedo.
A lo largo de su historia grabaron los siguientes discos:
- La Danza del Ocho, en el año 2000.
- Xalea Real (2003)
- Diez años esmelgando sones (2006), celebrando así su décimo aniversario.

Algunas actuaciones destacables:
- Feria de la Ascensión, Oviedo 1998 - 2011.
- Premios Príncipe de Asturias 1998 - 2016.
- Festival en Grenoble (Francia) (actuación junto a Carlos Núñez), septiembre de 1999.
- Nîmes, Francia. Festival de grupos folclóricos 2000.
- Festival St. Vallier (Francia), 19-21 de julio de 2002.
- Programa de TVG Luar, febrero de 2004 y 2010.
- Festividades de Juana de Arco, Orleans (Francia), 7-9 mayo del 2004.
- Festival Intercéltico de Avilés, Julio del 2004, julio del 2005, Julio del 2006.
- Festival Intercéltico de Lorient (Francia). Años 2004 y 2008.[1]
- Fiestas de San Mateo en Oviedo, Septiembre 2004, septiembre 2005, Septiembre 2006.
- Centro Asturiano de Bruselas (Bélgica), marzo del 2005.
- Festival de Bandas de Gaitas de Gijón. Agosto del 2007 y 2012.
- Carnavales de Albi, Francia, 2007 y 2012.
- Exposición universal Expo 2008- Zaragoza, Julio del 2008.
- Organizadores del I, II, I II y IV Festival de Bandas de Gaitas Villa de Navia. Agosto del 2007, 2008 y 2009.
- Delegación Asturiana en el Desfile de San Patricio. Nueva York, (EE.UU.). Años 2008, 2012.[2] y 2013
- Festival St. Patrick's Day en Dublín, Irlanda, 2011.[3][4]
- Festivales de Mazamet y Lodeve, Francia, 2014
- Festival Getxo Folk, 2014[5]
- Actuaciones conjuntas con artistas como Hevia, Carlos Nuñez o Ara Malikian[6]
- Campeonatos de Bandas de Gaitas del Principado de Asturias.
- Festival de Ortigueira, múltiples años.
- Festival de Bandas de Gaitas de Candás, múltiples años
- Festival de Internacional de la Gaita de Villaviciosa, múltiples años
- Actuaciones en las Fiestas de Navia y la fiesta de San Timoteo en Luarca, además de muchas otras por toda Asturias y España.

## Indumentaria e instrumentos
En la actualidad utilizan gaitas asturianas en tonalidad de Si bemol, así como cajas de alta tensión, timbales tenores y bombo.
Utilizan un traje tradicional asturiano con colores distintivos verde, amarillo y negro, siendo reconocido su alto nivel estético y habiendo obtenido varios reconocimientos a este respecto en diversas competiciones.

## El Enxambre
La Reina del Truébano cuenta con una de las más nutridas canteras de bandas de gaitas de España, la banda filial El Enxambre, donde se forma a los futuros gaiteros y percusionistas que tocarán en La Reina del Truébano.
Es una de las pocas bandas filiales que participa habitualmente en actuaciones y competiciones.

## Discografía
- La Danza del Ocho (2000)
- Xalea Real (2003)
- Diez años esmelgando sones (2006)

## Reconocimientos y méritos
En el año 2008, la banda de gaitas “La Reina del Truébano”, junto con la Banda de Gaitas de Corvera y La Banda de Gaitas de Gozón, participa en el Desfile del día de San Patricio, en la ciudad de Nueva York, donde obtienen el título de Mejor Banda Extranjera y de Mejor Banda. Volverán a este desfile en 2012 y 2013.
En el año 2008, en el Festival Intercéltico de Lorient, la percusión de La Reina del Truébano consigue el Trophee Guinness de Percussion.
En el año 2010 obtuvieron el tercer puesto en la  Liga Galega de Bandas de Gaitas, ganando la segunda fase y también el premio a la mejor percusión.
En el año 2011 viajaron al Festival de St Patrick's Day en Dublín, donde fueron elegidos mejor banda.
Premios y reconocimientos de otras bandas, ayuntamientos y asociaciones.

## Festival de Bandas de GaitasVilla de Navia
En el año 2007, la Banda de Gaitas la Reina del Truebano comienza a organizar el Festival de Bandas de Gaitas Villa de Navia, que se sigue celebrando anualmente hasta la actualidad
- Año 2007, se celebró el día 13 de agosto, con las siguientes bandas:

- El Enxambre (banda filial).
- Banda de Gaitas Corvera de Asturias.
- La Laguna del Torollu.
- La Reina del Truébano.

- Año 2008, se celebró el día 12 de agosto, con las siguientes bandas:

- Nova Fronteira (Ourense).
- Banda de Gaitas Villa de Xixón.
- El Enxambre (banda filial).
- El Penedón de Castropol.
- La Reina del Truébano.

Ya en el año 2009, dado el éxito conseguido en los anteriores años, el Festival de Bandas de Gaitas Villa de Navia de traslada al Campo de Fútbol El Pardo, contando este año 2009 con las siguientes bandas:
- El día 31 de julio estuvieron La Bandina La Coruxa, La Banda de Gaitas Villa de Avilés y La Reina del Truébano.

- El día 1 de agosto tuvo lugar el Festival de Bandas de Gaitas Villa de Navia con las siguientes bandas:

- El Enxambre (banda filial).
- El Penedón de Castropol.
- La Reina del Truébano.
- La Banda de Gaitas Villa de Avilés.
- Bagad Kevrenn an Arvorig de Bretaña.